# Juda (postać biblijna)

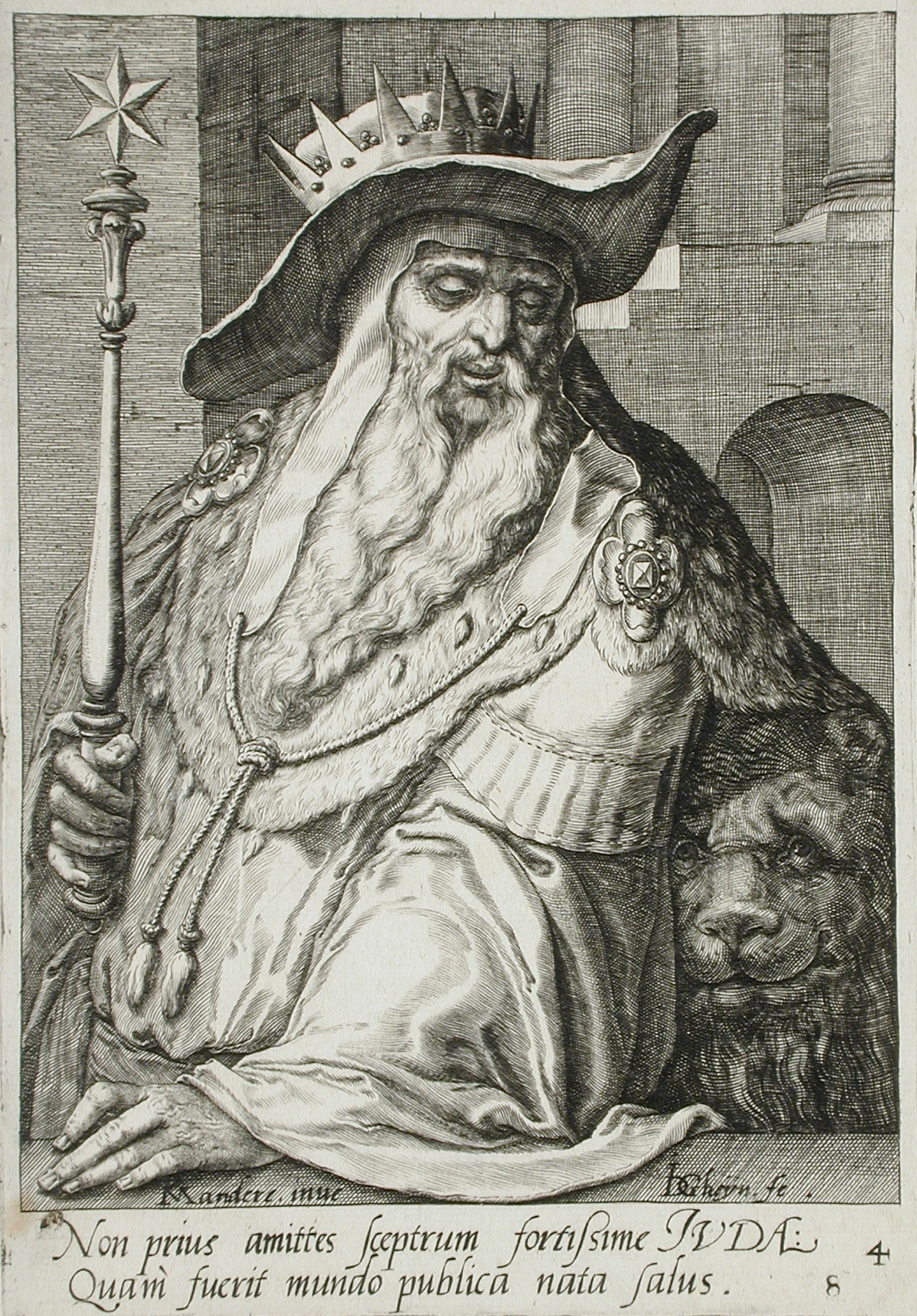
Juda – jeden z cyklu 12 obrazów Jacoba de Gheyna II, malarza i rytownika holenderskiego

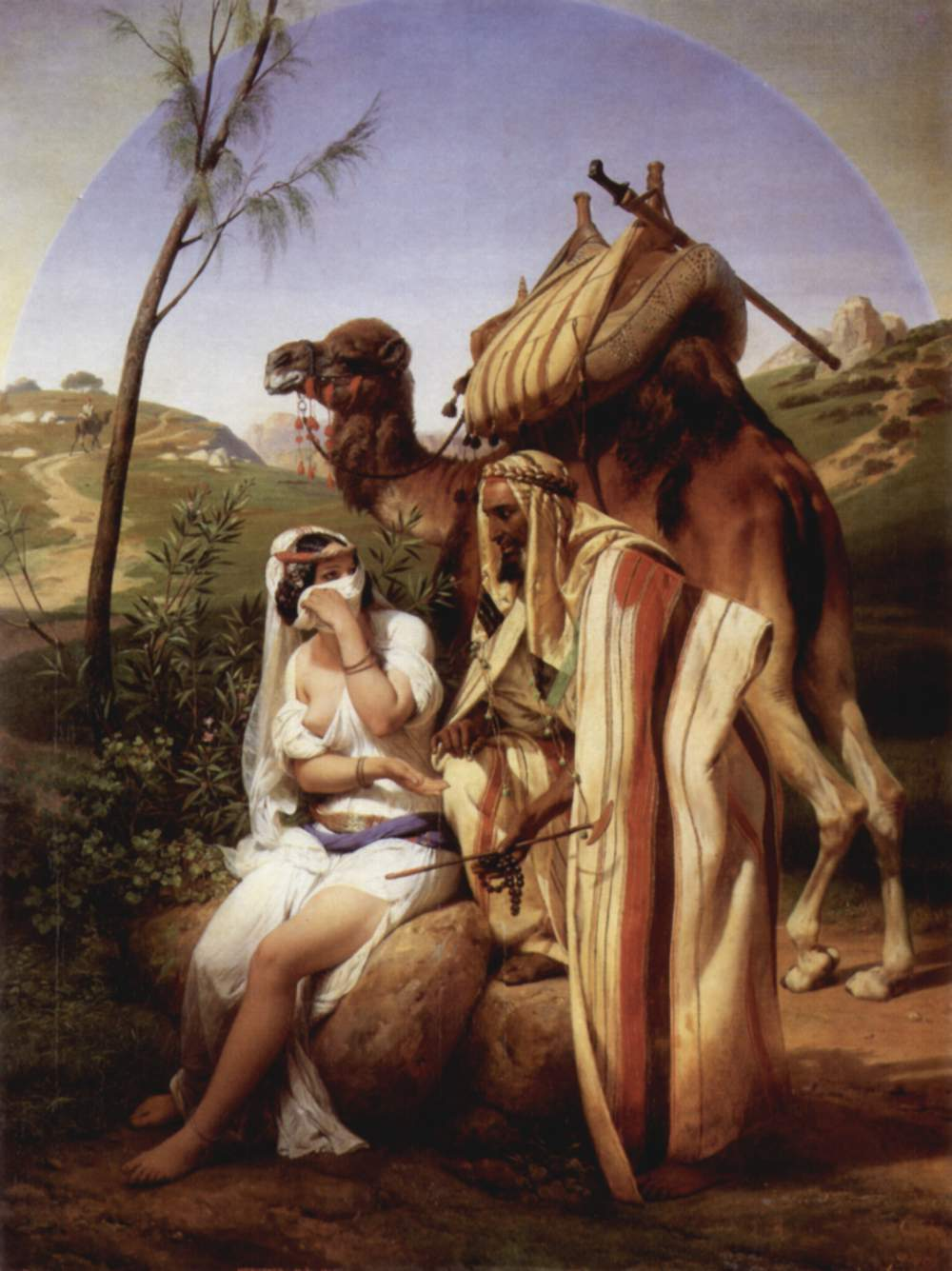
„Juda i Tamar” – obraz Horacego Vernet

Juda (hebr. יְהוּדָה) – postać biblijna z Księgi Rodzaju. Był to czwarty syn Jakuba i Lei. Miał pięciu synów: trzech ze swoją żoną, Kananejką Bat-Szuy – Era, Onana i Szelę oraz dwóch ze swoją synową Tamar – Peresa i Zeracha.
Przekonał on swoich braci, aby sprzedać najmłodszego z nich, Józefa handlarzom ismaelickim udającym się do Egiptu, a nie zabijać go (gdyż planowali go zabić, a ciało wrzucić do studni).
Po tych wypadkach Juda pojął za żonę Kananejkę, z którą miał trzech synów. Dalsze okoliczności sprawiły, że począł dwóch synów bliźniaków ze swojej synowej Tamar (Peresa i Zeracha).
Jakub w ostatnich słowach do Judy obiecał mu przyszłe królestwo; ponadto przywileje pierworództwa przeszły na ród Judy z rodu Rubena, który „wszedł na łoże ojca swego” (współżył z jego nałożnicą).
Według Biblii z potomków Judy (tzw. pokolenia Judy) wywodzą się m.in. król Dawid, Salomon i Jezus Chrystus.